# Travis Henry
Pour les articles homonymes, voir Henry.
(en) Statistiques sur pro-football-reference
Travis Deion Henry est un joueur de football américain originaire des États-Unis. Il est né le 29 octobre 1978 à Frostproof, en Floride. Il est le running-back des Tennessee Titans. Il a joué au college à l'Université du Tennessee. Son record est de 4 087 yards et 42 touchdowns en 14 matchs.
Il a été suspendu le 31 août 2008 pour ne pas avoir respecté la politique concernant la consommation de substances contrôlées de la Ligue de football américain.